# Jürgen Böhm
Jürgen Dieter Böhm (* 6. Mai 1965 in Hirschberg) ist ein Realschullehrer und Politiker. Seit Juli 2023 ist er Staatssekretär im Bildungsministerium Sachsen-Anhalt. 

## Leben
Jürgen Böhm wuchs in Thüringen auf und studierte an der Friedrich-Schiller-Universität Jena Geschichte und Germanistik. Nach Abschluss des Studiums mit Diplom und nach Beendigung des Referendariats und zweiten Staatsexamens unterrichtete er ab 1993 an der Staatlichen Realschule Pfarrkirchen in Bayern. 2002 wechselte Böhm als ständiger Stellvertreter des Schulleiters an die Staatliche Realschule Osterhofen. 2005 wurde er Gründungsdirektor der Staatlichen Realschule in Arnstorf. 2018 wechselte er vom Schuldienst vollständig in die Verbandsarbeit. Am 11. Juli 2023 wurde Böhm von Sachsen-Anhalts Ministerpräsident Reiner Haseloff zum Staatssekretär im Ministerium für Bildung des Landes Sachsen-Anhalt ernannt. Böhm folgt auf Frank Diesener.

## Engagement in der Verbandsarbeit
Böhm war seit 1998 in der Verbandsarbeit auf Bezirks-, Landes- und Bundesebene in verschiedenen Funktionen und Ämtern aktiv. Auf Landesebene war er in Bayern seit Oktober 2014 Vorsitzender des Bayerischen Realschullehrerverbandes. 2017 und 2021 wurde er in seinem Amt bestätigt. Seit 2010 war er Vizepräsident des Deutschen Lehrerverbandes. Im April 2010 wurde Böhm auf Bundesebene zum Bundesvorsitzenden des Verbandes Deutscher Realschullehrer gewählt. Im April 2022 begann seine vierte Amtsperiode als Bundesvorsitzender. Seit April 2010 war Böhm auch Mitglied im Bundesvorstand des Deutschen Beamtenbunds. Dort leitete er ab 2014 als Vorsitzender die Fachkommission Schule, Bildung, Wissenschaft. Im November 2017 wurde Böhm zum stellvertretenden Bundesvorsitzenden des dbb und tarifunion gewählt. Er gehörte damit der Bundesleitung an. Im Jahr 2018 gründete Böhm als Mitglied der Mittelstandsallianz des Bundesverbandes Mittelständische Wirtschaft die Bildungsallianz, deren stellvertretender Vorsitzender er ist. Im August 2018 wechselte Böhm vom Schuldienst vollständig in die Verbandsarbeit. Im November 2019 war Böhm an der Entstehung des Bündnis Ökonomische Bildung Deutschland beteiligt, dessen Vorstand er seit der Gründungsversammlung 2020 bis 2023 angehörte.

## Auszeichnungen
- 2014: Wahl zu Deutschlands digitaler Kopf durch die Gesellschaft für Informatik e. V. (GI) und durch das Bundesministerium für Bildung und Forschung (BMBF)[6]
- 2022: Bundesverdienstkreuz am Bande für Stärkung der Bildung[7]